# 윤영준 (작곡가)
윤영준은 1973년 생, 대한민국의 작사 작곡가로 대표작으로는 성시경의 두사람 등이 있다.